# 福田大助 (スーツアクター)
福田 大助（ふくだ だいすけ）は、日本のスーツアクター。
神奈川県川崎市出身。O型。主に特撮で活躍している。
自身のFacebookとTwitterにて、2015年4月13日から既婚者であることを公表している。

## 出演

### テレビドラマ
- ウルトラマンティガ - レイビーク星人
- ウルトラマンメビウス - ゾフィー、ファントン星人、マグマ星人、ジャシュライン、サーペント星人、ゴモラ、メフィラス星人
- ULTRASEVEN X - 獣人
- ウルトラギャラクシー大怪獣バトル - ケルビム、エレキング
- ウルトラギャラクシー大怪獣バトル NEVER ENDING ODYSSEY - バードン、ゼットン星人（RB）、ケルビム、ゼラン星人（RB）、ザラブ星人（NRB）、メフィラス星人（RB）、ZAP警備員

### 映画
- ウルトラマンメビウス&ウルトラ兄弟 - ゾフィー
- 大決戦!超ウルトラ8兄弟 - ウルトラマンダイナ[1]
- 大怪獣バトル ウルトラ銀河伝説 THE MOVIE - その他のウルトラ戦士・怪獣・宇宙人
- ウルトラマンゼロ THE MOVIE 超決戦!ベリアル銀河帝国
- ウルトラマンサーガ - ウルトラマンダイナ[2]

### オリジナルビデオ
- ウルトラ銀河伝説外伝 ウルトラマンゼロVSダークロプスゼロ - ニセウルトラ兄弟[3]
- ウルトラマンゼロ外伝 キラー ザ ビートスター